# William Spencer (cyclisme)
Pour les articles homonymes, voir William Spencer et Spencer.
William « Willie », Gerald,  Spencer, né le 11 novembre 1895, à Manchester, Royaume-Uni, et mort le 2 octobre 1963, aux États-Unis, est un coureur cycliste, canadien, naturalisé américain, détenteur du record du monde sur le quart de mile, il a également remporté trois fois le championnat de vitesse américain.  
Entre 1915 et 1929, Willie et son frère Arthur Spencer dominent la scène de la course cycliste américaine. Ils déménagent de Toronto à Newark (New Jersey) en 1915. Adolescents, les frères Spencer voulaient devenir coureurs cyclistes professionnels. Spencer a contesté l'hégémonie  de John M. Chapman, directeur de la National Cycling Association, en battant Frank Kramer, l'étoile du circuit NCA. 
Il est intronisé au Temple de la renommée du cyclisme américain en 2005.

## Biographie
Né à Manchester, en Angleterre, William Spencer a déménagé au Canada avec ses parents à l'âge de trois ans. En 1910, il devient coureur amateur à 15 ans. Le titre d'Arthur, Son jeune frère qui venait de remporter le championnat amateur canadien, et la confiance de Willie ont convaincu convaincu les garçons qu'ils pouvaient gagner beaucoup d'argent en devenant professionnel aux États-Unis. En 1915, les Spencer ont pris l'argent de Willie et se sont dirigés à Newark (New Jersey), le centre américain de la course de six jours.
Spencer est entré dans le monde des courses de vélo professionnel en 1916. Il a eu plusieurs victoires importantes dans ses premières années, deux fois 4e au Championnat de vitesse américain, avant ses six mois de service militaire dans l'armée des États-Unis. 
Stimulé par la vie dure faite à son frère, Willie Spencer, par rancune, défie Kramer, alors que la plupart des adversaires considèrent que Kramer est imbattable. Willie crée une sensation en mai 1918 quand il demande de courir contre le champion américain. « Je pense qu'il est l'homme le plus facile à battre », déclare Spencer. « Il a peut-être eu tout le reste du monde, mais il ne m'a pas eu. » Kramer, furieux, demande immédiatement un match de 300 $. Willie Spencer saisit l'occasion et battit Kramer en deux manches.
Après sa libération du service militaire, en janvier 1919, Willie Spencer remporte 18 des 23 courses à Philadelphie, pendant la saison 1919. Malgré son succès, ou à cause de cela, Willie rencontre une forte opposition aux USA. En juin 1919, accusé d'utiliser des tactiques grossières contre Kramer, il est suspendu au Vélodrome de Newark (en). Il poursuivit sa carrière avec des victoires à travers le monde et établissant en 1920 un record du monde pendant une course en Australie parcourant 0,25 mile (0,40 km) en 25 secondes. 
De retour aux États-Unis, Willie est encore incapable de se réconcilier avec Chapman. Alors qu'il lui offre 300 $ par course, Willie en veut 500 $. Comme Chapman ne réussit pas à venir avec l'argent supplémentaire, Willie se dirige de nouveau vers l'Europe. En 1921, il revient à Paris où il remporte 15 des 22 courses.
À partir de 1923 jusqu'en 1927, naviguant entre Paris, Berlin et New York, Willie Spencer bat cinq records du monde. En 1922, 1923 et 1926, il remporte les championnats de vitesse américain.
En septembre 1927, Willie tire 10 000 $ de son compte en banque et commence à visiter les coureurs cyclistes cotés, en leur offrant des contrats et des primes en espèces, pour courir pour lui plutôt que pour Chapman. Il obtient la signature de vingt des meilleurs cyclistes des USA, qui, comme lui, avait vécu avec le traitement accordé par Chapman. Willie remporte une course de cinq miles. Quand il va chercher son prix en argent, il découvre qu'il est le manager. « Ils ont payé les coureurs puis fermé le vélodrome. Il n'a jamais ouvert à nouveau », déclare Willie. En tout, Willie attire un tiers des coureurs loin de l'National Cycling Association de Chapman, y compris les meilleurs coureurs américains Jimmy et Bobby Walthour, « Les hors la loi de Willie », comme les nomme la presse américaine, conduits par le canadien Torchy Peden. Chapman, qui contrôle la plupart des installations de course américaines, riposte en interdisant les coureurs de Willie de monter sur ses sites, y compris le Madison Square Garden. En 1928, Willie retourne au Canada, où il commence à parrainer les courses au Mutual Street Arena, à Toronto, puis au Maple Leaf Gardens.
Après sa retraite sportive, il organise des courses de six jours; Les six jours de Chicago, au Rialto Arena, du 7 au 13 janvier 1928 sont les premiers que William Spencer organise comme promoteur. Willie Spencer et Louis Quilicot, animateur du club cycliste canadien éponyme, mettent sur pied la tenue annuelle des six jours de Montréal, en 1929, sur la piste du vélodrome du Forum de Montréal. Attirant les plus grands noms du cyclisme international, l’accueil du public sera immédiat et enthousiaste. Au fil du temps, certains s’inquiètent du contrôle, presque complet, de Spencer sur les courses de  six jours au Canada. Surnommé le boss monopolistique, Willie paye les coureurs, choisi leurs coéquipiers et, selon certains rumeur, leur dit qui doit gagner. 
En septembre 1928, Franck Kramer, devenu président de la National Cycling Association, suspend Willie Spencer, pour une durée indéfinie, parce qu'il voulait fonder un vélodrome dont les règles étaient en désaccord avec les statuts de la N. C. A. ; et avec lui George Dempsey, Arthur Spencer, Bobby Walthour, Charlie Winter, Alfred Grenda et Norman Hill.
Des coureurs portent réclamations devant l'UCI, en 1936, pour non paiement
Spencer est devenu citoyen américain en 1947.
Il meurt le 2 octobre 1963 renversé par son frère Arthur qui était en plein entrainement de course à vélo.[Information douteuse]

## Palmarès
- 1917
  - Six jours de San Francisco (avec Jake Magin)
  - Championnat professionnel Indoor  sur 10 miles au Madison Square Garden
- 1919
  - Grand prix des Cloches, Parc des Princes
- 1920
  - Six jours de Sydney avec Charles Osterriter
- 1921
  - Championnats des États-Unis de cyclisme sur piste, course sur 5 miles devant Frank Kramer, Jackie Clark et son frère Arthur Spencer
  - Match sur 1 mile avec son frère Arthur Spencer, vainqueur de Frank Kramer et Orlando Piani.
- 1922
  -  Championnats des États-Unis de cyclisme sur piste, classement général après 12 compétitions
    - Champion des États-Unis de vitesse professionnel, 1/4 de mile, devant Arthur Spencer et Ray Eaton
    - Champion des États-Unis professionnel, 2 miles, devant Arthur Spencer, Orlando Piani et Ray Eaton

  - Critérium de vitesse au Vel d'Hiv (contrat pour 7 courses), vainqueur contre Gabriel Poulain, contre Jozef Van Bever et Lucien Michard
- 1923
  -  Champion des États-Unis de vitesse
  - Critérium d'hiver de vitesse au Vel d'Hiv, vainqueur contre Peter Moeskops
- 1926
  -  Champion des États-Unis de vitesse
- 1927
  - Championnat d'hiver au Vel d'Hiv